# Gilamonster
Het gilamonster (Heloderma suspectum) is een forse hagedis uit de familie van de korsthagedissen (Helodermatidae). Het dier is vernoemd naar het gebied van de rivier Gila in Arizona, waar het dier ooit veelvuldig voorkwam.

## Naam en indeling
De wetenschappelijke naam van de soort werd voor het eerst voorgesteld door Edward Drinker Cope in 1869.

### Ondersoorten
Er worden twee ondersoorten erkend, welke onderstaand zijn weergegeven met de auteur en het verspreidingsgebied.
| Naam                        | Auteur                    | Jaar | Verspreidingsgebied      |
| --------------------------- | ------------------------- | ---- | ------------------------ |
| Heloderma suspectum cinctum | Bogert & Martín del Campo | 1956 | Mexico, Verenigde Staten |
| Heloderma suspectum         | Cope                      | 1869 | Mexico, Verenigde Staten |

## Uiterlijke kenmerken
Het gilamonster is gemakkelijk te herkennen; het lijf is zwart met rode tot roze vlekken en heeft een wratachtige schubbenhuid, veroorzaakt door osteodermen, beenplaatjes die de huid versterken. De staart is bijna net zo dik als de kop en maximaal een derde van de totale lengte. De kleurpatronen verschillen, omdat bij sommige variëteiten sprake is van een roze achtergrond met zwarte vlekken, de ogen zitten enigszins verborgen. Er zijn twee ondersoorten: het gevlekte gilamonster H. suspectum suspectum en de gebandeerde H. suspectum cinctum. Het gilamonster heeft grof gebouwde klauwen, waarmee hij goed kan graven. De ogen, neusgaten en gehooropeningen zijn erg klein om verstoppingen te voorkomen. De dikke staart dient als vetopslag voor tijden waarin minder voedsel beschikbaar is. De hagedis kan een maand zonder voedsel, water dient wel regelmatig opgenomen te worden.

## Lengte en onderscheid

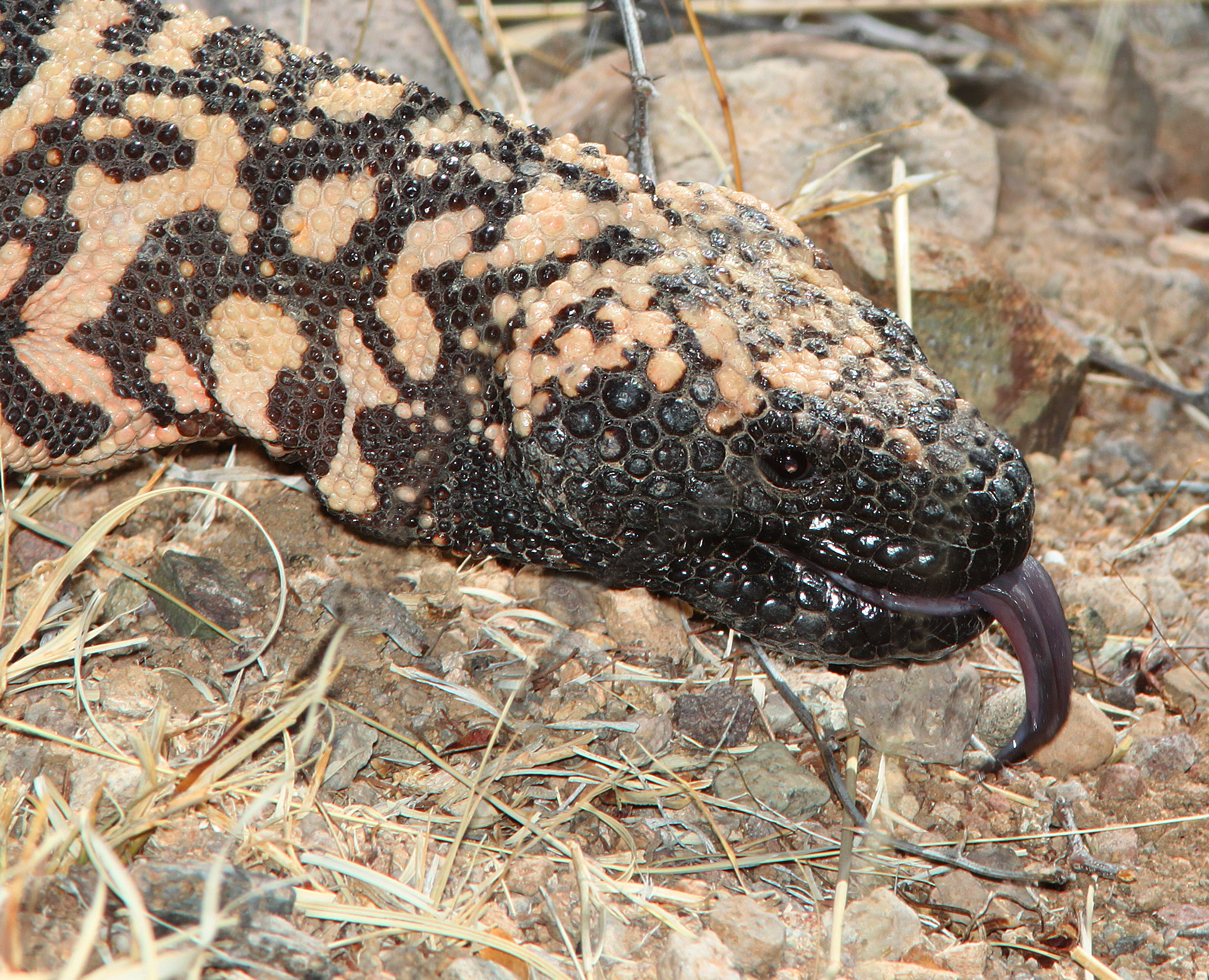
Detail van de kop

Een gilamonster wordt maximaal een meter lang, meestal komt een exemplaar pas boven de 80 centimeter als hij twintig jaar is. Deze soort kan ongeveer 30 jaar oud worden. De hagedis lijkt veel op de sterk verwante Mexicaanse korsthagedis (H. horridum), maar heeft een meer gebandeerde tekening, en H. horridum heeft vaker luipaardachtige vlekken. Ook de kleur is meestal anders, een gilamonster heeft een overwegend rode kleur en de Mexicaanse korsthagedis een gele kleur, maar er is wel een overlap.

## Giftigheid en voedsel
Gilamonsters zijn giftig, maar omdat ze ook erg sloom zijn worden maar weinig mensen gebeten in de vrije natuur. Het gif (exenatide) wordt geproduceerd door klieren in de onderkaak en via groeven in de kiezen in de prooi gebracht en door kauwbewegingen wordt de toegediende hoeveelheid groter. Het is een neurotoxine, dat het zenuwstelsel aantast en verlammingsverschijnselen veroorzaakt. De beet zelf is voor mensen vaak vervelender dan het gif, omdat de dieren niet meer loslaten. Afwachten tot het dier dit vanzelf doet heeft weinig zin, want de hagedis houdt het lange tijd vol. Het eiwit exenatide vormt de basis voor een medicijn ter behandeling van diabetes type 2.
Op het menu staan voornamelijk eieren van vogels of reptielen en het gilamonster rooft ook zoogdiernesten leeg. Ook knaagdieren en hagedissen worden gegeten.

## Verspreiding en habitat
Het gilamonster komt voor in woestijnen in de Verenigde Staten in de staten Arizona, Californië, Nevada, New Mexico en Utah, en in Mexico in de staten Sonora en Sinaloa. De soort is aangetroffen van zeeniveau tot op een hoogte van ongeveer 1950 meter boven zeeniveau.
De habitat bestaat uit droge, zanderige gebieden zoals halfwoestijnen met enige vegetatie als bosjes of cactussen, waaronder geschuild wordt tot de zon ondergaat. In de schemering wordt gezocht naar voedsel.

### Beschermingsstatus
Door de internationale natuurbeschermingsorganisatie IUCN is de beschermingsstatus 'gevoelig' toegewezen (Near Threatened of NT).